# Llansilin
Llansilin est un village et une communauté du Powys, au pays de Galles.

## Géographie
Llansilin est situé dans le nord du Powys, dans le comté historique du Montgomeryshire, à 8 km à l'ouest de la ville d'Oswestry.
La communauté de Llansilin comprend aussi les hameaux de Llangadwaladr, Moelfre et Rhiwlas. 

## Démographie
Au recensement de 2011, la communauté de Llansilin comptait 698 habitants.